# Siegfriedbrunnen (Worms)

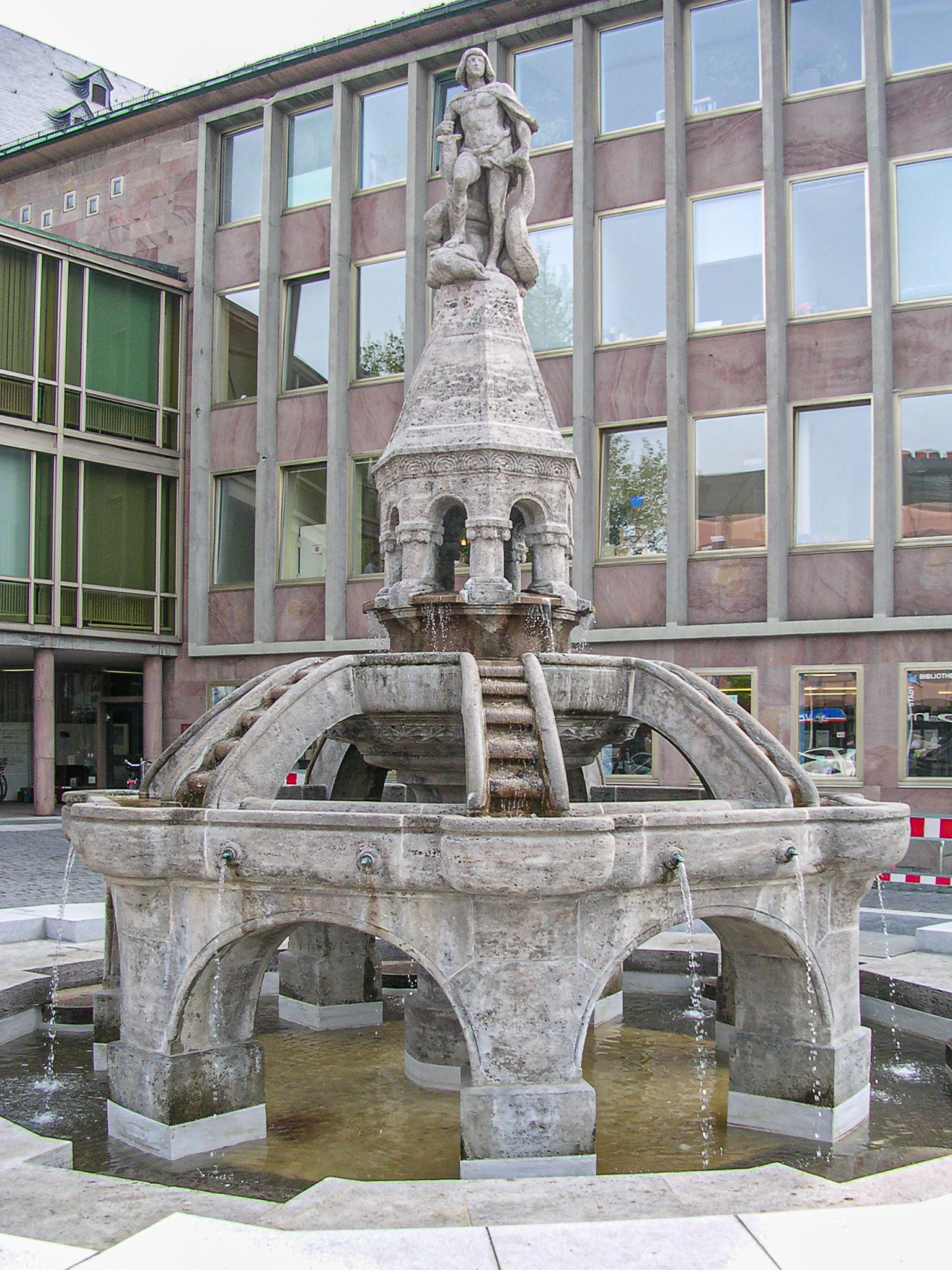
Der Siegfriedbrunnen in Worms. Im Hintergrund das Haus zur Münze.

Der Siegfriedbrunnen ist ein unter Denkmalschutz stehender Brunnen in der rheinland-pfälzischen Stadt Worms. Er erinnert an Siegfried den Drachentöter, eine der Hauptpersonen der Nibelungensage.

## Lage
Der Siegfriedbrunnen steht vor dem Haus zur Münze, in dem die Stadtbücherei beheimatet ist, etwa 100 Meter südwestlich des Rathauses und fast unmittelbar neben der Dreifaltigkeitskirche an der Kreuzung Hagenstraße/Marktplatz.

## Geschichte
Eine erste Idee, einen mit der Nibelungensage in Verbindung stehenden Brunnen südlich der Dreifaltigkeitskirche zu errichten und ihn Nibelungenbrunnen zu nennen, stammte aus dem Jahr 1895 von dem Wormser Industriellen und Mäzen Cornelius Wilhelm Heyl. Der zu dieser Zeit in Worms tätige, aus Herborn stammende Architekt Karl Hofmann griff den Vorschlag auf und entwickelte dazu einen Entwurf, der jedoch vom Rat nicht akzeptiert wurde.
Der Brunnen wurde in seiner jetzigen Form 1913 von dem Münchner Bildhauer Adolf von Hildebrand geschaffen. Die finanziellen Mittel für den aus Muschelkalk errichteten Brunnen wurden von Heyl und seiner Frau Sophie gestiftet.
Der fertiggestellte Brunnen wurde wegen der Wirren des Ersten Weltkriegs erst 1921 vor dem damaligen Cornelianum aufgestellt. Das Cornelianum wurde im Zweiten Weltkrieg beschädigt, später vollständig abgetragen und durch das Haus zur Münze ersetzt. Der Siegfriedbrunnen blieb an seinem Standort.

## Beschreibung
Es handelt sich um einen siebeneckigen Kuppelbau, auf dessen höchstem Punkt Siegfried der Drachentöter mit seinem Schwert steht. In diesem Zusammenhang steht unter anderem auch das Hagendenkmal, das wenige Jahre früher erstellt wurde, an Hagen von Tronje erinnert und sich heute am Wormser Rheinufer befindet. Der Brunnen enthält Elemente, die der Romanik nachempfunden sind. Der Brunnen gilt als Kulturdenkmal und ist nach dem rheinland-pfälzischen Denkmalschutzgesetz geschützt.